# Karlslunds IF FK
Karlslunds IF FK är herrsektionen för fotboll i den svenska idrottsföreningen Karlslunds IF i Örebro. Vid årsmötet 2020 beslutades att föreningens namn ändrades från HFK, som står för HerrFotbollKlubb, till FK = FotbollKlubb. 

Säsongen 2017 kom Karlslund 2:a i Div 2 Norra Svealand efter den lokala rivalen BK Forward. Efter att han vunnit kvalserien, där man bland annat mötte en annan lokalkonkurrent Rynninge IK, lyckades man kvalificera sig för spel i Division 1 i fotboll för herrar. 2022 spelar föreningen i Div 2 Norra Götaland.

## Historia
På 1980-talet var klubben som framgångsrikast med fyra säsonger i dåvarande division 2 norra. År 2009 spelade laget i Division 1 Norra, men efter en tolfteplats halkade man ner till Division 2.
Sedan augusti 2012 är föreningen huvudman för Nya Karlslundsskolan, en F-6-skola som ligger vid Karlslund arena.
Karlslunds ungdomsverksamhet har gått från blygsamma resultat och få spelare som kunnat tagit steget vidare i karriären, till att vara en av Sveriges mest framgångsrika föreningar på ungdomssidan. I dagens fotbollssverige finns flera framstående spelare som har sina rötter i Karlslunds IF FK.
Spelardräkten är historiskt, den mer distinkta blå tröja och röda byxor, som skiljer sig från andra fotbollslag.

### Kända fotbollsspelare
- Magnus Kihlberg -73 (Örgryte IS, Molde FK, IFK Göteborg, Örebro SK)
- Per Johansson -89 (Djurgårdens IF, Örebro SK)
- Michael Jidsjö -90 (Örebro SK)
- Oscar Jansson -90 (Tottenham Hotspur, Örebro SK)
- Isaac Kiese Thelin -92 (IFK Norrköping, Malmö FF, FC Bordeaux, RSC Anderlecht, Bayer Leverkusen, Baniyas Club)
- Karl Holmberg -93 (Örebro SK, IFK Norrköping, Djurgårdens IF) - Skytteligavinnare Allsvenskan 2017
- Simon Amin -97 (Örebro SK)
- Jake Larsson - 99 (Örebro SK)
- Edvin Tellgren - 05 (IFK Norrköping)

## Arena
Under 2007 fick föreningen klart med att bygga en anläggning ute på Rosta gärde i Örebro, efter att tidigare ha spelat på Örnsro IP. Läktare, nytt klubbhus på ca 600 m² och en uppvärmd konstgräsplan med belysning finns på arenan. Hela projektet finansierades med Karlslunds IF FK:s eget kapital. Den nya arenan stod klar 2008 och är numera huvudarena för Karlslunds herrfotboll.

## Nya Karlslundsskolan
Året efter (2011) fick Karlslunds IF FK tillstånd av Skolinspektionen att som huvudman för Nya Karlslundsskolan starta verksamhet från hösten 2012. Vilket också skedde den 20 augusti 2012 när 72 elever satte sig i skolbänkarna för första gången i skolans historia. Under höstterminen 2017 gick 185 elever på skolan tillsammans med 25 personal.

Grundtanken är att kombinera traditionellt lärande med det svenska föreningslivets idrottsliga värden tillsammans med ett större utbud och möjlighet till fysisk aktivitet än i dagens grundskola.